# فرودگاه آو نوریدگووک سنترال مین
فرودگاه آو نوریدگووک سنترال مین (به انگلیسی: Central Maine Airport of Norridgewock) یک فرودگاه همگانی بهره‌برداری هوایی با کد یاتا OWK است که یک باند فرود آسفالت دارد و طول باند آن ۱۲۱۹ متر است. این فرودگاه در کشور ایالات متحده آمریکا قرار دارد و در ارتفاع ۸۲ متری از سطح دریا واقع شده‌است.